# 台密
台密（たいみつ）とは、天台宗に伝わる密教のこと。京都東寺を根本道場とした真言密教を東密と呼ぶのに対する呼称であり、日本天台宗の開祖である最澄（伝教大師）によって創始されたものである。

## 概要

### 日本天台宗と密教
天台宗は法華経を所依、つまり根本経典としているため、顕教（釈迦が一般にわかりやすく説いた教え）とされているが、最澄（伝教大師）は天台教学とともに、密教（中期密教）・禅（北方禅）・念仏（浄土教）を日本に持ち帰っており、さらには9世紀の中ごろ円仁（慈覚大師）・円珍（智証大師）が唐に渡って中国密教を本格的に学んだことから、日本の天台宗は密教を包含した。日本天台宗に伝わる密教を台密と呼ぶ。

### 四宗兼学
最澄は唐へ渡り天台教学を中心に学んだが、当時の中国では念仏や禅、また戒律、そして密教が流行していた。最澄はそれらの教えと共にその密教を越州の順暁から学び持ち帰り、天台教学に取り入れようとしていた。最澄は智顗が創始した中国の天台教学を基礎としつつも、中国天台宗とは趣が異なる独自の日本天台宗としての教学確立を目指していた。法華経を中心に、天台教学・戒律（大乗菩薩戒）・密教・禅の4つの思想を日本に伝えたことから、比叡山の延暦寺は四宗兼学の道場と呼ばれている。

## 歴史

### 最澄による密教伝来
最澄（伝教大師）は唐から帰国して朝廷からの信任を得るも、その翌年に真言密教のすべてを修めた空海が帰国し、すぐに朝廷から信任を受け活躍すると、最澄は自身が学んできた密教は一部の傍系のものでしかないことに気づき、空海に礼を尽くし自らの弟子共々、高雄山神護寺において空海の弟子となった。しかし最澄は弟子をして空海に借経を繰り返し、「理趣釈経（理趣経の解説本）」を借りようとしたところ、ついに空海から拒絶され、また最澄の一番弟子である泰範など諸弟子たちが空海の元へ行って比叡山へ帰らなかったことなど、さまざまな理由から最澄と空海の交流が断たれた。これにより最澄が目指していた法華経を中心とする戒律や禅、念仏、そして密教を融合させた総合仏教といわれる日本独特の天台宗の教学確立はそこで中断せざるを得なくなった。

### 円仁・円珍による密教の本格化
最澄（伝教大師）の入寂後に、中国密教の拠点であった唐の青龍寺で本格的に修学した円仁（慈覚大師）、円珍（智証大師）によって、密教がより本格的に日本に紹介された。したがって天台宗における密教、つまり台密は最澄によって創始せられたもので、円仁（慈覚大師）・円珍（智証大師）により日本天台教学の完成を見たといえる。
その後、円仁（慈覚大師）の流れをくむ山門派と、円珍（智証大師）の流れを汲む寺門派に分かれた。東密では金剛界・胎蔵による説を説くが、台密では胎蔵・金剛界・蘇悉地（そしつじ）の三大法を説く。

### 安然による台密の完成
博識で多くの著作を残した安然は、台密の完成者と目される。安然にあっては顕教に対する密教の優越は自明のことと前提され、自ら真言宗と称する。しかし空海の真言宗にはない「四一教判」という独特の理論を打ちだした。この教えは後年の「本覚思想」に採り入れられ、多大な影響を与えた。

### 天海の活躍
江戸時代の初期、天台宗の天海（慈眼大師）は江戸幕府を開いた初代将軍徳川家康、2代将軍徳川秀忠・3代徳川家光の三代に仕えて、宗教活動に関連する徳川家のブレーンとして活躍した。東の比叡山（山号は東叡山）として開山した上野寛永寺は、江戸時代を通じて天台宗の総本山として大いに繁栄した。

## 日本伝来の宗教との結びつき
台密は日本伝来の宗教を包含しようと意欲的であり，日本の山岳宗教である修験道、特に本山派と結びつきを強めた。また、本地垂迹説に立つ山王一実神道も推進した。

## 台密十三流
- 根本大師流 － 根本3流の一つ
- 慈覚大師流 － 根本3流の一つ
  - 蓮華流
  - 院尊流
  - 三昧流
  - 仏頂流
  - 味岡流
  - 智泉流
  - 穴太流
    - 葉上流 － 明菴栄西が祖

  - 法曼流
  - 功徳流
  - 梨本流 － 明快が祖
- 智証大師流 － 根本3流の一つ